# 三浦礼
三浦 礼（みうら れい、2002年10月31日 - ）は、日本の男性声優。宮城県出身。

## 来歴
小学6年生には既に活動開始時期と変わらないトーンの声を持ち、「声優業界に圧倒的に老け役がいない」という状況を自身の好機とし初オーディションで特別賞を受賞。
声優という職業を意識したのは中学1年生の時。吹き替え版の洋画を見ているときにふと吹き替えの声優の仕事に注目し声優の世界を知るきっかけとなった。
2018年、初めて受けたオーディションとなるソニー・ミュージックアーティスツ開催の「Anistoteles(アニストテレス) vol.7」で特別賞に選ばれる。
2020年8月、『遊☆戯☆王SEVENS』でテレビアニメ初出演。
2021年、ソニー・ミュージックアーティスツからプロダクション・エースへ移籍。
2024年、プロダクション・エースを退所。

## 人物
方言は東北。外国語は英語。
特技はモノマネ、パーカッション、チューバ。山寺宏一、若本規夫、杉田智和、大塚明夫、大塚芳忠、櫻井孝宏など、豊富で重厚なレパートリーを揃えている。趣味はゲーム、映画鑑賞、読書、筋トレ。
資格は毛筆準7段、硬筆6段。
年齢と役柄のギャップから人一倍役作りに必要な経験や知識があることを自覚し、また童心も忘れずに進みたいと語る。
作品出演の夢として『ウォーキング・デッド』のダリルを演じるノーマン・リーダスの吹き替えを挙げ「指名されるくらいぴったりな方がいれば」と語っている。

## 出演

### テレビアニメ
- 遊☆戯☆王SEVENS（2020年 - 2021年[6]、平月太[5][7]）
- 金装のヴェルメイユ〜崖っぷち魔術師は最強の厄災と魔法世界を突き進む〜（2022年、男子[8]）
- 遊☆戯☆王ゴーラッシュ!!（2022年 - 2025年[9]、平さん[10] / 平ゲイル[11]）
- 神達に拾われた男2（2023年、警備隊員[12]、職員[13]）
- アルスの巨獣（2023年、村人[13]）
- 誰ソ彼ホテル（2025年、大外の父[7]）

### ゲーム
- カオスアカデミー（2021年、シマ・ウェイチン[14]）
- 無期迷途（2022年、クズリ[15]）

### ナレーション
- 御社弊社祭「陸上自衛隊とヤマト運輸の真剣Zwift勝負！ 名刺交換からのガチバトル 🔥御社弊社祭🔥開幕!!」（2021年3月27日、YouTube）[16]

### 朗読劇
- maruxenon Presents 劇団18馬力 2019年秋公演「たかしくん幽霊と漫才コンビを組む」（2019年9月6日、Goodstock Tokyo）[17]

### ウェブラジオ
- SMA VOICE RADIO RELAY「Boys side」 第4 - 6回（2020年9月9日 - 10月7日、SMA VOICE）[18]